# Gunnar Dybwad
Gunnar Dybwad (Steinkjer, 21 agosto 1928 – 9 maggio 2012) è stato un calciatore norvegese, di ruolo attaccante.

## Carriera

### Club
Dybwad vestì la maglia del Freidig e dello Steinkjer.

### Nazionale
Conta 27 presenze per la Norvegia, con 11 reti all'attivo. Esordì il 15 maggio 1951, in occasione della sfida persa per 2-1 contro una selezione amatoriale inglese. Il 23 agosto successivo, arrivarono le prime reti: fu autore di una doppietta nella sconfitta per 2-4 contro la Jugoslavia. L'8 luglio 1957, giocò la 25ª partita in Nazionale: ricevette così il Gullklokka.